# Canton de Saint-Laurent-du-Maroni
Le canton de Saint-Laurent-du-Maroni est une ancienne division administrative française, située dans le département de la Guyane, dans l'arrondissement de Saint-Laurent-du-Maroni.

## Présentation
| Nom                                 | Code Insee | Intercommunalité       | Superficie (km2) | Population (dernière pop. légale) | Densité (hab./km2) |
| ----------------------------------- | ---------- | ---------------------- | ---------------- | --------------------------------- | ------------------ |
| Saint-Laurent-du-Maroni (chef-lieu) | 97311      | CC de l'Ouest guyanais | 4 830,00         | 44 169 (2014)                     | 9,1                |

## Administration
| Période | Période          | Identité            | Étiquette    | Qualité |
| ------- | ---------------- | ------------------- | ------------ | --- |
| 1958    | 19..             | Joseph Symphorien   | UNR          | Maire de Saint-Laurent-du-Maroni (1950-1953)                                                                |
| 19..    | 1970             | René Long           | UDR          | Maire de Saint-Laurent-du-Maroni (1954-1971)                                                                |
| 1970    | 1982             | Raymond Tarcy       | PSG          | maire de Saint-Laurent-du-Maroni (1971-1983) Sénateur (1980-1989)                                           |
| 1982    | 1998 (démission) | Léon Bertrand       | RPR          | maire de Saint-Laurent-du-Maroni depuis 1983 Député (1988-2002) Secrétaire d'État puis Ministre (2002-2007) |
| 1998    | 2015             | Marie-Thérèse Morel | RPR puis UMP | Adjointe au maire de Saint-Laurent-du-Maroni de 1995 à 2001                                                 |